# Ponte ferroviária de Querche
A ponte ferroviária de Querche (em russo:  Керченский железнодорожный мост, transl. Kerchenskiy jeleznodorojny most), ou simplesmente ponte de Querche (em russo:  Керченкий мост, transl. Kerchenskiy most), foi uma ponte ferroviária soviética sobre o estreito de Querche entre o Mar Negro e o Mar de Azov. Construído entre 1944 e 1945, conectou a península de Chushka no Krai de Krasnodar com a península de Querche na RSSA da Crimeia. Com um comprimento de 4,50 km (2,80 mi), foi a ponte mais longa da União Soviética.
A construção começou na primavera de 1944 logo após a libertação da Crimeia pelo Exército Vermelho. Materiais deixados de uma ponte não concluída pelas forças alemãs ocupantes em retirada, foram usados pelos soviéticos na construção da sua ponte. Embora tenha sido aberta para transporte no outono daquele ano, a construção ainda estava incompleta e as tempestades de dezembro de 1944 pararam a construção. Naquela época, apenas parte dos corta-gelos foram concluídos e em fevereiro de 1945 o gelo danificou severamente a ponte, destruindo os seus pilares. Propostas de reparo foram rejeitadas e os destroços da ponte foram desmontados posteriormente.

## História

### Propostas de construção
No final do século XIX, o engenheiro Vladimir Mendeleiev, filho do químico Dmitri Mendeleiev, pensou na construção de uma barragem no estreito de Querche para elevar o nível do mar de Azov. Propostas de construção de uma ponte sobre o estreito de Querche foram consideradas desde 1903. A ponte deveria ser parte de uma ferrovia entre a Crimeia e a península Taman. Duas rotas foram consideradas, uma a norte, de Yenikale à península de Chushka, e outra a sul, que iria atravessar o estreito de Querche através da península de Tuzla. A variante a norte permitia o uso da infraestrutura ferroviária existente, sendo menos dispendiosa, mas a ponte seria mais longa e passaria na parte norte da península de Taman, evitando áreas mais economicamente desenvolvidas. Assim, a rota sul foi preferida e em 1910, o czar Nicolau II autorizou investigações geotécnicas nesta rota. A Primeira Guerra Mundial e a Revolução Russa impediram o início da construção. Só depois do início da invasão alemã da União Soviética durante a Segunda Guerra Mundial a ideia de uma ligação fixa através do estreito de Querche retomada.
Após a eclosão das hostilidades germano-soviéticas em 1941, a construção de uma ligação fixa através do estreito de Querche ganhou uma nova importância para garantir o fornecimento estável de unidades militares surgidas de ambos os combatentes. Uma construção de um teleférico pela Organização Alemã Todt começou em 1942 e foi concluída em junho de 1943. Com uma capacidade diária de 1 000 toneladas, o teleférico apenas foi suficiente para atender às necessidades defensivas do 17º Exército Alemão. Em 7 de março de 1943 Hitler ordenou a construção de uma rodovia de 5 km e de uma ponte ferroviária sobre o estreito de Querche dentro de seis meses para auxiliar a invasão alemã do Cáucaso do Norte. A construção começou em abril de 1943. A União Soviética, por sua própria parte, monitorizava de perto o estado da infraestrutura de transporte na Crimeia ocupada pela Alemanha. Desde junho de 1943, quando a inteligência soviética soube que a Alemanha Nazi estava a construir uma ponte no estreito de Querche, informações sobre a ponte foram alocadas em uma secção especial em relatórios de inteligência adicionais. Antes da conclusão da ponte, em setembro de 1943, começaram os ataques soviéticos concentrados na região, acelerando a retirada alemã. Ao recuar, a Wehrmacht explodiu as partes já concluídas da ponte e destruiu parcialmente o teleférico, que foi restaurado pelas forças soviéticas e usado extensivamente para promover a operação Kerch-Eltigen.

### Construção da ponte ferroviária
Os soviéticos também estavam interessados em usar uma ponte: em janeiro de 1944, mesmo antes da libertação de Querche pelo Exército Vermelho (que ocorreria em 11 de abril durante a ofensiva da Crimeia), o Comité de Defesa do Estado ordenou a construção de uma ponte ferroviária de 4,5 quilómetros sobre do estreito, exigindo que tal ponte estivesse pronta até 15 de julho de 1944. No momento da liberação de Querche, o projeto de engenharia estava em andamento e a construção geral tinha começado nas rodovias adjacentes a leste e na costa do Cáucaso. Para proteger a construção da ponte, 470 plataformas antiaéreas, 294 metralhadoras antiaéreas, 132 holofotes, 96 caças e 2 radares foram usados para detetar e prevenir ataques aéreos.
Para acelerar a abertura da ponte, as obras foram divididas em duas etapas, mas o prazo exigido pelo governo era impossível de ser realizado. A construção levou sete meses e o primeiro comboio cruzou a ponte em 3 de novembro de 1944. Naquela época apenas estruturas dedicadas à primeira etapa foram criadas, enquanto que, para garantir a proteção da ponte contra tempestades e fluxos de gelo, ainda havia muitas obras a serem realizadas. As condições climáticas foram severamente agravadas em dezembro de 1944 com tempestades de inverno mais frequentes, o que impediu a conclusão da construção e também infligiu danos na ponte. Em particular, uma violenta tempestade impulsionou uma barcaça em direção à causeway da ponte na costa do Cáucaso e a destruiu.

### Degradação e demolição da ponte
Em fevereiro de 1945, um vento nordeste do Mar de Azov impulsionou o gelo em direção à ponte incompleta, infligiu graves danos, com apenas cinco corta-gelos prontas até então. Entre 18 e 19 de fevereiro de 1945, o gelo destruiu 24 pilares e 26 vãos (de 110) caíram no estreito; em 20 de fevereiro de 1945, 42 pilares e 48 vãos foram destruídos. Em março de 1945, 46 pilares e 53 vãos foram destruídos e 1016 pilares de 2357 foram severamente danificadas. As tentativas de enfraquecer o gelo com artilharia e explosões baseados no solo foram ineficazes e o bombardeio aéreo do gelo era impossível devido ao mau tempo. Os quebra-gelos também não conseguiram alcançar a ponte.
A principal causa da falha foi a falta de proteção efetiva da ponte, decorrente, em grande parte, da decisão errada de alocar medidas protetivas para uma segunda etapa da construção. Outros erros de construção (e projeto) que contribuíram para o colapso da ponte incluíram inconsistência entre o projeto de uma ponte de pequeno alcance e o regime de gelo naquela área do estreito, construção da ponte com pesquisa de engenharia incompleta (o que resultou em incertezas sobre as medidas necessárias de proteção do gelo) e falta de fornecimento técnico, material e força de trabalho na construção. Muitas das falhas decorreram da abordagem apressada ao projeto, que também dependia do uso dos destroços da ponte incompleta construída pelos alemães.
Erros de projeto revelam que, mesmo que a ponte fosse reparada, um colapso semelhante ao que aconteceu em fevereiro de 1945 poderia se repetir. Juntamente com a necessidade de um grande financiamento de obras de reparo potencialmente desnecessárias, as propostas para reparar a ponte estavam condenadas. Em 31 de maio de 1945, o Comité de Defesa do Estado considerou inviável a reparação da ponte destruída, o que resultou na demolição dos seus remanescentes.

## Legado
O insucesso da ponte 1944-1945 não levou à desistência imediata pelo governo soviético da ideia de uma ligação fixa através do estreito de Querche; uma vez que a construção de uma nova ponte rodoferroviária permanente foi decretada em 1949 e as obras preparatórias já estavam em curso há dois anos. Mas em 1950 a construção foi interrompida e a linha de balsa do estreito de Querche foi criada no seu lugar. Desde então, a ideia de uma ponte foi esquecida por décadas: embora fossem propostas ocasionalmente a construção dessa ligação de uma forma ou de outra, elas não foram além dos projetos.
Em 2014, cerca de sete décadas após a decisão soviética de construir uma ponte ferroviária, a situação mudou. Até então, a própria União Soviética tinha se dissolvido e a Crimeia separou-se da Rússia não apenas geograficamente (pelo estreito de Querche), mas também por uma fronteira internacional entre a Rússia e o estado independente da Ucrânia. Mas entre fevereiro e março de 2014, a Rússia anexou a Crimeia e em meio ao não reconhecimento internacional da anexação e ao agravamento das relações com a Ucrânia, decidiu construir uma ponte rodoferroviária permanente sobre o estreito de Querche. Designada de ponte da Crimeia pelo governo russo, a ligação tornou-se operacional para o transporte rodoviário em 2018 e foi aberta aos comboios de passageiros no final de 2019 e comboios de mercadoria em 2020.